# Валентіно Фатторе
Валентіно Фатторе Скотта (ісп. Valentino Fattore Scotta, нар. 10 серпня 2001, Буенос-Айрес) — іспанський футболіст, правий захисник клубу «Аріс» (Салоніки) з грецької Суперліги.

## Клубна кар'єра
Народившись в Буенос-Айресі, Аргентина, Фатторе переїхав до Іспанії в ранньому дитинстві та приєднався до академії «Севільї» у віці восьми років. Він дебютував у складі команди «Севілья С» 16 вересня 2018 року у віці 17 років, вийшовши в основі в домашньому матчі Терсери проти «Кордови Б» (1:2).
Фатторе вперше з'явився в резервній команді «Севілья Б» 21 квітня 2019 року, вийшовши на заміну Крісу Рамосу в другому таймі під час домашньої гри проти «Рекреатіво» (1:2). Перед сезоном 2020/21 років його остаточно підвищили до резервної команди, а 23 лютого 2021 року він продовжив свій контракт до 2023 року.
Фатторе дебютував у першій команді в матчі Ла Ліги 21 грудня 2021 року, замінивши Лукаса Окампоса в домашній грі проти «Барселони» (1:1). Ця гра так і залишилась єдиною офіційною для гравця за рідну команду.
В червня 2023 року перейшов у «Аріс» (Салоніки) з грецької Суперліги

## Міжнародна кар'єра
Фатторе народився в Аргентині, виріс в Іспанії та має італійське походження через свого батька, і тому може представляти усі ці три країни. 15 січня 2020 року він зіграв за юнацьку збірну Іспанії до 19 років у товариському матчі проти Італії (1:1).

## Особисте життя
Дід Фатторе, Ектор Скотта, також був футболістом. Граючи у нападі, він представляв «Севілью» наприкінці 1970-х років.